# Oliarus neomorai
Oliarus neomorai är en insektsart som beskrevs av Giffard 1925. Oliarus neomorai ingår i släktet Oliarus och familjen kilstritar. Utöver nominatformen finns också underarten O. n. oahuana.